# 佩伊维·梅里洛托
佩伊维·梅里洛托（芬蘭語：Päivi Meriluoto，1955年1月29日—），芬兰女子射箭运动员。她曾代表芬兰参加1980年、1984年和1988年夏季奥林匹克运动会射箭比赛，获得一枚铜牌。